# Трубецкой, Юрий Никитич (боярин)
Князь Ю́рий Ники́тич Трубецко́й (ум. 1634) — боярин и конюший Лжедмитрия II. После эмиграции в Литву и перехода в католичество принял имя Юрий Вигунд Иероним.

## Происхождение
По мужской линии Юрий Никитич Трубецкой был потомком в 10-м колене великого князя литовского Гедимина. Но ещё в начале XVI веке Трубецкие со своим удельным княжеством на службу к государю всея Руси Ивану III Васильевичу. Прадед Юрия Никитича — Семён Иванович был внуком Юрия Михайловича удельного князя и основателя младшей ветви Трубецких.
Юрий Никитич Трубецкой был старшим сыном воеводы и боярина князя Никиты Романовича Косого Трубецкого (ум. 1608). Ряд исследователей называют имя жены Никиты Романовича — Евдокия Михайловна (умерла в 1629 году). Но не уточняют кем она приходилась Юрию матерью или мачехой.
Год рождения Юрия Никитича не известен, но исходя из того, что его отец Никита Романович начал службу в 1570 году, а первые известия о службе Юрия относятся к началу 1590-х годов вероятно, что он родился в 1570-е годы.

## Биография

### Стольник и рында
М. Г. Спиридов утверждал, что Юрия Никитич впервые упомянут при царском дворе в чине стольника, но Разрядная книга за 1591 год это не подтверждает. Юрий Никитич упомянут 22 октября 7100 года (то есть в ноябре 1591 года), когда он заместничал с князем Андреем Ивановичем Ногтёвым-Суздальским, а его сын Даниил Андреевич Ногтёв-Суздальский «бил челом» на боярина князя Никиту Романовича Трубецкого, отца Юрия. «А судил их боярин князь Иван Васильевич Сицкой да розрядной дьяк Неудача Ховралев, а записывал подьячей».
В 1593 году к царю Фёдору Иоанновичу прибыли послы императора. Состоялось несколько встреч , на третьей Юрий Никитич в чине стольника «смотрел в большой стол».
В 1595 году стольник, «смотрел в большой стол» во время обеда у царя Фёдора Иоанновича в честь германских послов.
В октябре 1596 года (3 октября 7105 года) Фёдор Иоаннович принимал литовского посла Яна Радиловича Голубицкого в Грановитой палате. На этой встрече царя окружали «в белом платье» несколько рынд. Первым рындой назван Юрий Никитич, вторым Замятня Иванович Сабуров, третьим Пётр Григорьевич Сабуров, а четвёртым Василий Савинович Плещеев
В середине мая 1597 года (2 мая 7105 или 5 мая 7105 года) или 1 июня 1597 года (22 мая 7105 года) царь Фёдор Иоаннович принимал посла императора Рудольфа II —Авраама II бургграфа Доны и думного советник Юрия Каля. Был устроен пышный приём. Посла принимали в Грановитой палате. Царя окружали рынды в белом платье. Первым рындой был назначен князь Юрий Никитич, вторым князь Иван Семёнович Куракин, третьим князь Фёдор Иванович Лыков, четвёртым князь Борис Михайлович Лыков. Но князь Иван Семёнович Куракин, назначенный вторым рындой, «бил челом, в отечестве о счете» на князя Юрия Трубецкого, а сам съ. Царь поддержал в местническом споре князя Ю. Н. Трубецкого, а князя И. С. Куракина «посадил в подклет» «на два дня», а вторым рындой назначил князя Ивана Андреевича Хованскогов.
В июле 1597 года (19 июля 7105), Фёдор Иоаннович вторично принимал императорского посла бургграф Доны Авраама II. Состав рынд во главе с Юрием Трубецким был прежним.
В августе 1597 года (4 августа 7105 года) в Золотой палате Фёдор Иоаннович принимал «мутнянского  старца», принёсшего царю мощи святого Фёдора Стратилата. На этом приёме состав рынд во главе с Юрием Трубецким был прежним.
В январе 1598 года Фёдор Иоаннович умер. В феврале 1598 года новым царём на соборе был избран Борис Годунов. Но перед коронацией Борис Годунов узнал о том, что крымский хан Газы II Гирей вои главе 7-тысячного войска идёт на Россию. Борис Годунов в мае 1598 года собрав войско совершил через Серпухов поход к Оке, чтобы там встретить крымских татар. В этом походе участвовало много представителей знати. В Серпуховском походе Юрий Никитич был рындой «у большова государева саадака». А его отец, боярин князь Никита Романович Трубецкой, был оставлен в Москве при юном царевиче Фёдоре Борисовиче среди тех бояр и окольничих, что должны были «оберегать город» если хан прорвётся к Москве. Летом 1598 года Борису Годунову прибыли послы крымского хана и возобновили мирный договор.
Венчавшийся на царство 1 сентября 1598 года Борис Годунов стремился укрепить международные отношения. Он пригласил в Россию, сына прежнего шведского короля Эрика XIV принца-изгнаника Густава (1568—1607). В конце августа 1599 года (19 августа 7107) в Золотой палате был торжественный приём царевича. Царя Бориса Годунова окружали «рынды в белом платье» Первым рындой был князь Юрий Никитич, вторым князь Иван Андреевич Хованский, третьим князь Борис Михайлович Лыков, четвёртым князь Василий Петрович Тростенской. Затем по царскому поручению «с питьём ездил от государя, после стола,» к шведскому королевичу.
В начале 1601 года (февраль 7109 года) литовских послов принимал в Грановитой палате царевич Фёдор, так как Борис Годунов заболел. «Смотревшим в большой стол» назван князь Юрий Трубецкой
В октябре 1601 года (18 октября 7110 года) в Грановитой палате принимали датских послов. Первым рындой был князь Юрий Никитич, вторым Замятня Иванович Сабуров, третьим Степан Афанасьевич Вельяминов, четвёртым Федор Тулупов Вельяминов.
В октябре 1602 года (28 сентября 7111) в Золотой палате давали торжественный приём датского принца Иоганна (1583—1602), жениха царевны Ксении Годуновой. На этом приёме князь Юрий Николаевич Трубецкой был назначен вторым рындой, а первым князь Иван Михайлович Катырев-Ростовский, третьим князь Иван Андреевич Хованский, четвёртым князь Борис Михайлович Лыков. Но князь Ю. Н. Трубецкой «бил челом, в отечестве,» на князя Ивана Михайловича Катырева-Ростовского, назначенного первым рындой. «И дядя князь Юрьев, боярин князь Тимофей Романович Трубецкой, сказал перед государем: мочно быть племеннику моему со князем Иваном Катыревым». Во время обеда в честь датского принца Грановитой палате, он вместе с князем Василием Ивановичем Курлятевым «смотрел в большой стол».

### Чашник становится воеводой
В начале (феврале или с весны) 1603 года (7111 году) отправлен первым воеводою Большого полка в Мценск.
В 1603 году (в сентябре 7112 года) чашник, подавал Государю в Большой стол питьё при приёме персидского посла Лачин-бека посланного Аббасом I.
В феврале 1604 года «смотрел в большой стол» во время царского обеда в передней избе. М. Г. Спиридов утверждал, что весной 1604 года на обеде в честь отъезда персидского посла Юрий Никитич одновременно был рындой и «смотрел» в Большой государев стол. В 1605 году (7113 году) стольники князья Юрий Никитич Трубецкой и Роман Фёдорович Троекуров «смотрели в большой стол» во время царского обеда в Золотой палате в честь английского посла, а в сентябре подавал вино за государевым столом при персидском после. М. Г. Спиридов утверждал, что в 1605 году, при представлении Государю цесарского и английского послов был рындой и первым «смотрел в большой стол». В 1605 году первый воевода Большого полка в Камаричах.

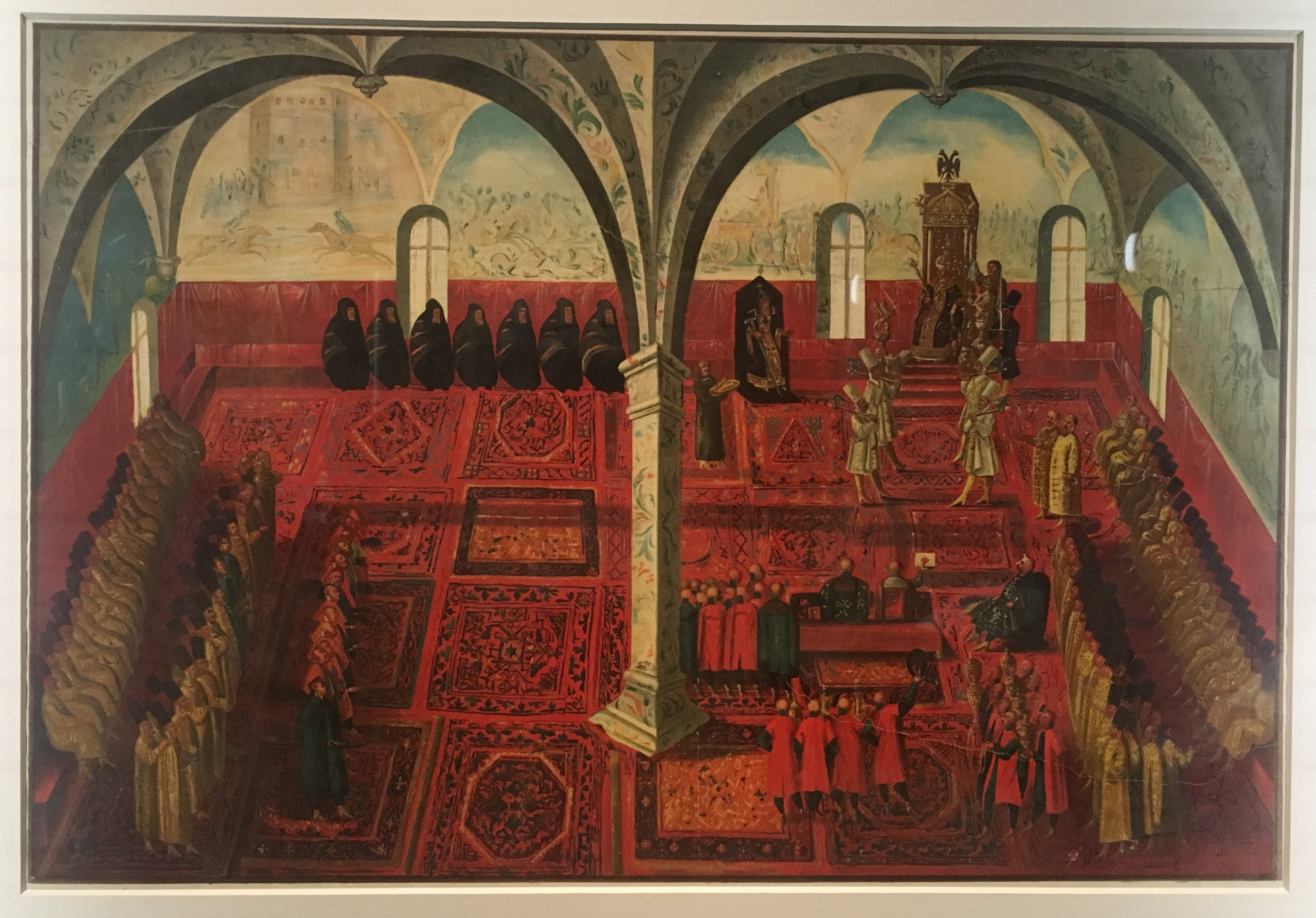
Шимон Богушович. Прием польских послов Дмитрием Самозванцем

После того как в июне 1605 года Лжедмитрий I стал царём позиции отца Юрия Никитича — Никиты Романовича в думе укрепились. В мае 1606 году (7114 году) Ю. Н. Трубецкой первый рында в белом платье при Лжедмитрии I во время приёмов сандомирского воеводы Ежи (Юрия) Мнишека и польского посольства под руководством Николая Олесницкого и Александра Гонсевского. Также Юрий Никитич потом послам от царя «со столом ездил». На состоявшейся 8 мая 1606 года (7114 года) свадьбе Лжедмитрия I с Мариной Юрьевной Мнишек Юрий Никитич был первым рындой в белом платье. Среди двух десятка вельмож ходивших с Лжедмитрием I в баню Юрий Никитич назван третьим царским мовником (после князей Михайла Васильевича Скопина-Шуйского и Ивана Михайловича Катырева-Ростовского).

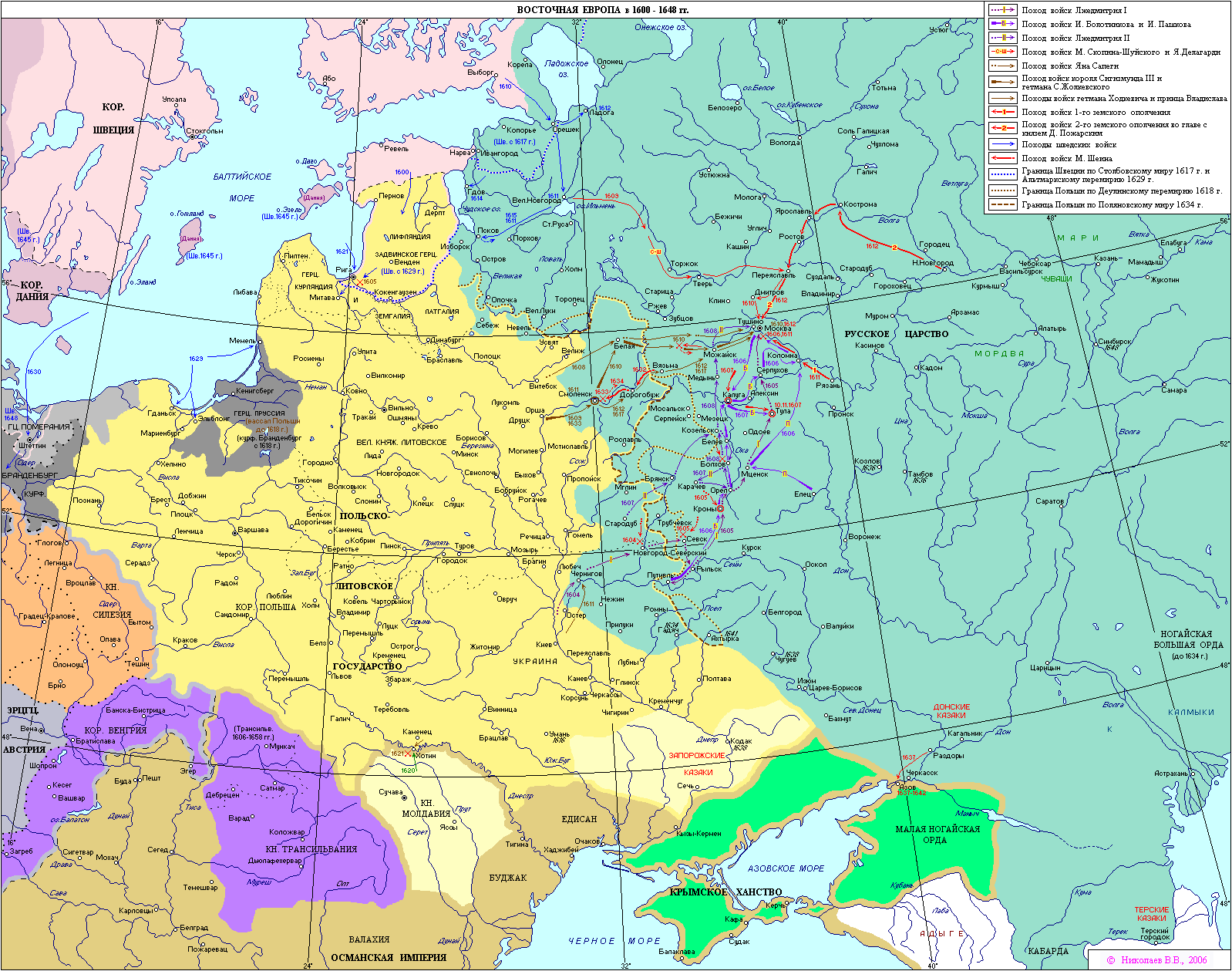
Восточная Европа в 1600—1648 гг.

В мае 1606 года Лжедмитрий I был убит. Новым царём стал Василий Иванович Шуйский. Но часть регионов отказалось ему подчинятся. В северских землях недовольных возглавил Иван Болотников. Летом 1606 года против Болотникова был направлено войско. Против тех бунтовщиков, что находились в Ельце царь Василий послал полк под командованием Ивана Михайловича Воротынского, Передовой полк — под командованием окольничего Михаила Борисовича Шеина. А на Северщину царь Василий отправил три полка: послал Большой полк под командованием князя Юрия Никитича Трубецкого и Михаила Александровича Нагого Передовой полк — под командованием князей боярина Бориса Михайловича Лыкова и Якова Петровича Борятинского и Сторожевой полк- во главе с князьями Григорием Петровичем Ромодановским и Романом Ивановичем Гагариным. В битве под Кромами царская рать Трубецкого и Нагого потерпела поражение от повстанческой армии под командованием Ивана Болотникова и Юрия Беззубцева. Главные воеводы князь Ю. Н. Трубецкой и боярин М. А. Нагой с остатками полков отступили в Орёл, а оттуда в Москву. Видя их отход от Кром, от Ельца отступил и Ивана Михайлович Воротынский. Во время похода царского брата Ивана Шуйского на Калугу Юрий Никитич назван среди воевод и бояр которые должены был идти «на сход»
В январе 1608 году, при бракосочетании царя Василия Шуйского с княжною Буйносовой, Юрий Никитич был пятым в свадебном поезде. На свадьбе Юрий Никитич смотрел большой стол. В этом же году после неудачных боёв под Москвой послан с войском  из Москвы на реку Незнань, против Лжедмитрия II. Летом 1608 года воевода Большого полка Михаил Скопин-Шуйский обнаружил в своём войске «шатание» (заговор). Стольники князья Юрий Никитич Трубецкой, Иван Михайлович Катырев-Ростовский и Иван Фёдорович Троекуров попытались со своими людьми перейти на сторону Лжедмитрия II, но были схвачены. Войско вернулось в Москву, а оттуда лидеров заговорщиков отправили в ссылку. Князей пощадили за знатность: Ю. Н. Трубецкой был сослан в Тотьму, И. М. Катырев-Ростовский в Сибирь, И. Ф. Троекуров в Нижний Новгород, а их сторонников казнили Л. Е. Морозова считала, что причиной данного поступка Ю. Н. Трубецкого могло быть, то что при дворе Василия Шуйском он оставался стольником. Быстро выдвинуться при престарелом царе у Юрия Никитича не было возможности (после поражения под Кромами Юрия Никитича не судили, но и важных постов ему не доверяли лишь в боях под Коломенским ему и Владимиру Владимировичу Мосальскому-Кольцову поручили второстепенный Сторожевой полк). В 1608 году умер отец Юрия — Никита Романович.

### Боярин
В Тотемской ссылке Юрий Никитич оставался недолго и оттуда перебрался в Тушинский лагерь. Лжедмитрий II назначил князя Юрия Трубецкого боярином и конюшим, то есть руководителем Конюшенного приказа.
В январе 1610 года после распада Тушинского лагеря и бегства Лжедмитрия II в Калугу, тушинские бояре отправили к польскому королю Сигизмунду III Вазе под Смоленск посольство под руководством боярина Михаила Глебовича Салтыкова. Туда входил и Ю.Н Трубецкой. В феврале 1610 года тушинское посольство заключило с польским королём договор об избрании его старшего сына Владислава на русский царский трон. Польский король Сигизмунд Ваза утвердил за князем Ю. Н. Трубецким тушинское боярство. Под Смоленском М. Г. Салтыков и Ю. Н. Трубецкой принесли присягу на верность польскому королевичу Владиславу Вазе, как новому русскому царю. От Владислава Юрий Никитич получил в качестве поместья села Шахово, Ушаково, Михайловское и окрестные погосты в Ярославском уезде, ранее принадлежавшие Иван Михайлович Глинскому, а затем Михаилу Молчанову. После этого Юрий Никитич вернулся в Москву и стали сотрудничать с новым боярским правительством («Семибоярщиной»): по утверждению Л. Е. Морозовой был рядовым боярином в Думе.
Белокуров С.А указывает, что в марте — апреле 1610 года был на службе Василия Шуйского. В марте 1610 (18 марта 7118 года) царь Василий Иванович Шуйский принимал в Грановитой палате шведского воеводу Якоба Делагарди с товарищами. Юрий Никитич указан чашником который «смотрел большой стол». 18 апреля 1610 (8 апреля 7118) года Василий Шуйский в честь «Великого дня» пригласил в Золотую палату к столу бояр Ивана Михайловича Воротынского, Бориса Михайловича Лыков-Оболенского и окольничего Семёна Васильевича Головина. На этом обеде Юрий Никитич чашником «смотрел большой стол».
В 1610 (7119 году) князя боярина Юрия Никитича Трубецкого, Иван Александрович Колтовского вместе с «литовскими людьми»(6 рот) Христофора Высичинского был направлен под Серпухов, чтобы принять присягу Владиславу. Присяга прошла успешно.
В декабре 1610 года служилым татарским мурзой Петром Урусовым был убит Лжедмитрий II. В январе 1611 года московское боярское правительство отправило в Калугу делегацию под руководством князя Ю. Н. Трубецкого, назначенного новым калужским воеводой. Он должен был убедить бывших тушинцев поцеловать крест на верность польскому королевичу Владиславу Вазе. Согласно официальным документам, большинство тушинцев признало власть королевича Владислава. Однако в Новом летописце утверждалось, что бывшие тушинцы согласились принести присягу королевичу Владиславу только тогда, когда тот приедет в Москву. Калужане взяли князя Юрия Никитича Трубецкого в плен, из которого он с большим трудом смог бежать. Также известны два письма (январь-февраль 1611) калужского воеводы князя Ю. Н. Трубецкого гетману Яну Сапеге. В этих письмах оповещает, что Калуга и уезд принесли «3 января» присягу Владиславу и поэтому просил не разорять эти земли, а воевать те которые не признают Владислава свои царём. Но поляки Я.Сапеги не доверяя русским старались брать города (Перемышль, Алексин, Белев, Одоев, Воротынск и др.) под свой контроль. А уже это привело к тому, что февраля — начале марта 1611 года начались прямые столкновения между польскими и русскими отрядами в регионе. Это способствовало тому что в Калуге пришли к власти сторонники первого ополчения. Одним из лидеров первого ополчения был двоюродный брат Юрия Никитича — Дмитрий Тимофеевич Трубецкой.
25 апреля 1611 года Юрий Никитич получил от Я. Сапеги лист по которой «из московской казны» должен был получить 300 рублей на покупку коней и «всякой рухляди» пока он не сможет вернуть назад вотчины и поместья
В октябре 1611 года, вместе со своим тестем, боярином Михаилом Глебовичем Салтыковым, возглавил посольство от временного правительства Семибоярщины в Речь Посполитую. Послы должны просить польского короля Сигизмунда III Вазу прислать новые войска и отпустить королевича Владислава в Москву.

### В Речи Посполитой
В Россию князь Юрий Никитич Трубецкой уже не вернулся и вместе со своей семьёй остался в Польше. Перейдя на службу к польскому королю Сигизмунду Вазе, отказался от православия и перешёл в римско-католическую веру под именем Юрия-Вигунда-Иеронима. Входил в состав двора наречённого московского царя Владислава Жигимонтовича.
В 1617-1618 году сопровождал польского королевича Владислава Вазу во время его неудачной военной кампании против Русского государства.
21 января 1621 года король Речи Посполитой Сигизмунд III Ваза привилеем пожаловал князю Юрию Трубецкому в удельное владение его старинную родовую вотчину — город Трубчевск с «половиной Трубчевских земель».Юрий Трубецкой как князь и думный боярин по привилею получал в уезде «волости со всеми деревнями», которые принадлежали его отцу Никите Романовичу (а потом достались Юрию и его брату Алексею), «дядьке» Фёдору Михайловичу. За эту землю Юрий Трубецкой должен был вставлять отряд в 15 человек с мушкетами и своим коштом.
В 1634 году после смерти князя Юрия Никитича Трубецкого Трубчевское княжество разделили между собой его сыновья Пётр и Александр Трубецкие.

## Семья
Женат на дочери воеводы и боярина Михаила Глебовича Салтыкова, от брака с которой имел двух сыновей:
- Князь Пётр Юрьевич Трубецкой (ум. 1644) в малолетстве увезён отцом в Речь Посполитую, управлял вместе с братом Трубческом (владел половиной) участвовал в Смоленской войне[72] Подкоморий и маршалок стародубский, камергер польского двора, был женат на княжне Елизавете Друцкой-Соколинской[вд][73], от брака с которой имел единственного сына — Юрия.
  - Внук, князь Юрий Петрович Трубецкой (ум. 1679) — в 1657 году перешёл из польского в русское подданство[74], став стольником, боярином и воеводой. От него происходили все Трубецкие с XVIII века[75].
- князь Александр Юрьевич Трубецкой — в малолетстве увезён отцом в Речь Посполитую[76], управлял вместе с братом Трубческом (владел половиной) участвовал в Смоленской войне. Умер бездетным[77].

## Комментарии
1. ↑  Получил боярство у Лжедмитрия II, позже признан как боярин Семибоярщиной, и думный боярин Сигизмундом III
2. ↑  Звание конюшеного Ю.Н. Трубецкой получил у Лжедмитрия II и это "тушинское" назначение не признавалось иными
3. ↑  В книгах П. В. Долгорукова,  П. Н. Петрова, С. В. Думина, П. Х.Гребельского Семён Иванович был указан как родной брат последнего удельного князя Трубчевского княжества Андрея Ивановичаа[4]. Но  Большая Российская энциклопедия и В.В. Богуславский Семёна Ивановича Персидского Трубецкого и Андрея Ивановича считают троюродными братьями[5]
4. ↑  Л.Е. Морозова рассказывая о свадьбе Лжедмитрия I с Мариной Юрьевной Мнишек именует женю Н.Р. Трубецкого Авдотьей Михайловной[9]
5. ↑  В конце XVI века — XVII веке в российском государстве использовался иной календарь: год начинался в сентябре, даты продолжали указываться по юлианскому стилю (на тот момент разница с григорианским составляла 10 дней) и использовали константинопольскую эру. И даты с сентября по декабрь имели разницу в 5509 лет, а с января по август 5508 лет
6. ↑  "Разрядная книга 1475—1605 гг" и "Разрядная книга 1550-1636 гг." подтверждают факт местнического спора, имена сторон имена судей, но выстраивают разную хронологию "Разрядная книга 1475—1605 гг" инициатором называет Ю.Н.Трубецкого, а Д.А. Ногтев действует "в ответ", а "Разрядная книга 1550-1636 гг." инициатором спора называет Д.А. Ногтева, а Ю.Н.Трубецкой местничал "встрешно"
7. ↑  Первая состоялось перед Ильиным днём
8. ↑  Е. Э. Трубецкая в «Сказании о роде князей Трубецких» на стр. 88 ошибочно считала, что это первое упоминание и вероятно не учитывая сентябрьский  календарь указывала 1597 год; М.Г. Спиридов на стр. 37 также указывал ошибочную дату 10 октября 1597 года, но "3 октября 7105 года", соответствует 13 октября 1596 года, а встречи 7106 года где был Юрий Никитич происходили в иное время года
9. ↑  В разрядных книгах его именуют и Аврам Бугров[19] и Аврам Бурграф Донский[18] и Аврам Бурграв с товарищи[20]
10. ↑  М.Г. Спиридов на стр 37 именовал старца молдавским
11. ↑  М.Г. Спиридов ошибочно указывал 1604 год, забывая о сентябрьском календаре
12. ↑  "вина нарежал князь Юрья Никитич Трубецкой"
13. ↑  Справочный энциклопедический словарь Старчевского и Крайя утверждал что это войско состояло из 5000 всадников
14. ↑  М.Г. Спиридов утверждал, что Ю.Н Трубецкой был воеводой Л.Е. Морозова, И.О.Тюменцев, разрядные книги и Новый летописец называют иных воевод
15. ↑  То есть занимал вторую ступень в Думе между семи главными боярами и окольничами. Эту ступень занимали Василий Васильевич Голицын, Андрей Петрович Куракин,  Ю.Н. Трубецкой, Иван Никитич Одоевский, Михаил Глебович Салтыков, Михаил Борисович Шейн, Михаил Фёдорович Кашин, И.Н. Салтыков, Иван Михайлович Салтыков, Михаил Фёдорович Нагой, Богдан Яковлевич Вольский, Фёдор Тимофеевич Долгорукий, Михаил Самсонович Туренин, Василий Петрович Морозов, Андрей Аедреевич Телятевский, Bасилий Петрович Головин, Никита Дмитриевич Вельяминов, Григорий Петрович Ромодановский, Иван Семёнович Куракин